# Era Shōwa

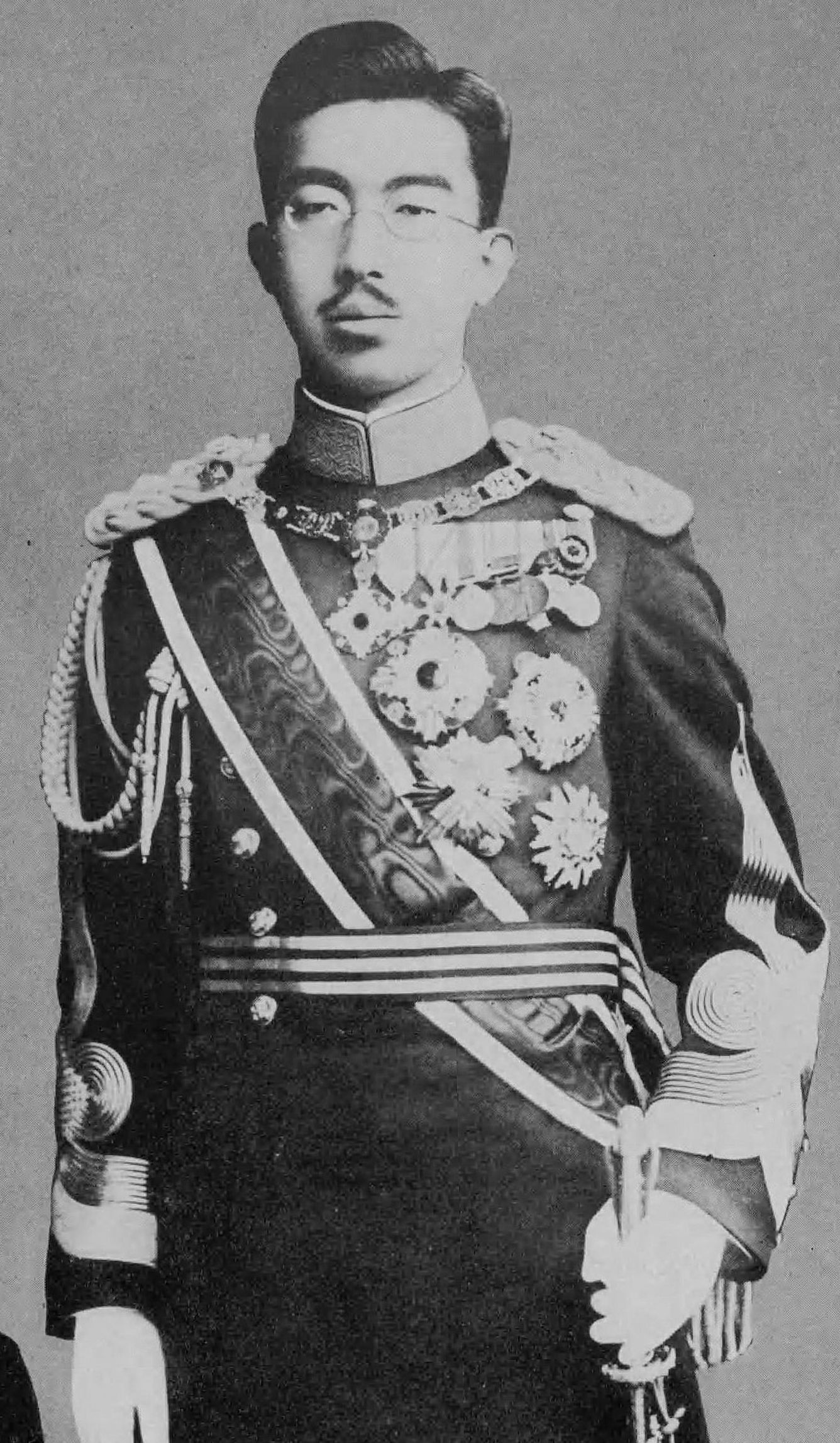
Emperador Shōwa.

La era Shōwa (昭和 «paz ilustrada») fue el período de la historia japonesa correspondiente al reinado del emperador Shōwa, que abarca desde el 25 de diciembre de 1926 al 7 de enero de 1989. En el mensaje en su coronación que fue leído al pueblo y al ejército, el recientemente coronado emperador hizo referencia a este nombre de la era japonesa o nengō: «He visitado los campos de batalla de la Gran Guerra en Francia. En presencia de tal devastación, entiendo la bendición de la paz y la necesidad de la concordia entre las naciones».
La era Shōwa fue el reinado más largo de todos los emperadores japoneses. Durante esta era, Japón descendió al caos político con el colapso momentáneo del capitalismo y la amenaza creciente del comunismo dio paso al ultranacionalismo. En 1937, invadió China y en 1941 entró al conflicto de la Segunda Guerra Mundial al atacar la base de Pearl Harbor de los Estados Unidos. A inicios de agosto de 1945, Japón sufrió dos ataques con bombas atómicas enviadas por Estados Unidos.
La derrota en la Segunda Guerra Mundial trajo consigo un cambio trascendental. Por primera y única vez en su historia, Japón fue ocupada por una potencia extranjera durante siete años. La ocupación estadounidense llevó a cabo amplias reformas y, en 1952, Japón se convirtió en una nación soberana una vez más. Las décadas de 1960 y 1970 significaron un milagro económico similar al de Alemania Occidental. Así, Japón se convirtió en la segunda economía más grande del mundo y pareció por un momento que superaría a Estados Unidos como superpotencia económica hasta el desplome de la burbuja financiera e inmobiliaria en Japón a principios de la década de 1990. Debido a la naturaleza de la cultura, el paisaje y la historia de Japón durante este período, es útil dividirlo en al menos tres partes: el período militarista, la ocupación estadounidense y la era posterior a la ocupación. Se podría añadir a estas tres eras la etapa en que la democracia Taishō declinó y cayó, así como la etapa en la cual Japón luchó la segunda guerra sino-japonesa y las guerras del Pacífico, aunque estas últimas pueden considerarse parte del período militarista.

## El fin de la democracia Taishō
La elección de Katō Kōmei como primer ministro del Japón continuó las reformas democráticas que habían sido defendidas por personas influyentes de la izquierda. Estas tuvieron su culminación con la aprobación del sufragio universal masculino en marzo de 1925. Este proyecto de ley concedió a todos los varones mayores de veinticinco años el derecho a voto, siempre que hubieran vivido por lo menos un año en sus distritos electorales y que no fueran personas sin hogar. Con ello, el electorado aumentó de 3,3 millones a 12,5 millones.
Aun así, los antecedentes inmediatos del militarismo nacionalista de la era Shōwa comenzarían con la aprobación e implementación de la Ley de preservación de la paz aprobada por el primer ministro Katō antes de su muerte en 1926; la cual estaba destinada a suprimir los movimientos comunistas y de extrema izquierda en Japón, serían la constante en ese «período de transición» entre una era y otra. Sumado a ello, es después del fin de la democracia Taishō en la cual el kokutai se realza como parte del discurso nacionalista que marcaría los años siguientes de la era Shōwa. 

## Los inicios de la era Shōwa (1927-1931)

### El ascenso del militarismo.

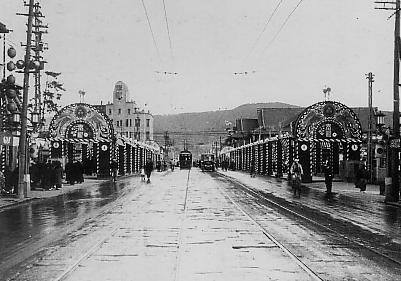
Celebraciones por la entronización del emperador Shōwa en 1928

Ya con la ascensión del emperador Shōwa, y sumado a ello el cada vez más creciente aumento de la influencia de la camarilla militarista, se empieza a desencadenar la retórica nacionalista amparada en los consorcios empresariales aliados con el ejército (Zaibatsu). El descontento frente a las exigencias de la conferencia naval de Washington, así como las cada vez más crecientes intenciones de expansión hacia China, convulsa en guerras civiles generaron un ambiente enrarecido, el cual vino a empeorar con una seguidilla de atentados contra varios primeros ministros por parte de los movimientos nacionalistas, orillando a la renuncia del pacifista Osachi Hamaguchi quien moriría un año más tarde por secuelas de un atentado en su contra. Su sucesor, Reijirō Wakatsuki, por temor a evitar la furia de los nacionalistas (y por consiguiente que lo asesinaran) fue cediendo frente a sus exigencias cada vez más crecientes en medio de un aumento del descontento, el colapso financiero en el primer año de la era Shōwa que antecedió a la Gran Depresión y la profunda incertidumbre de aquellos años. Aun así, el gabinete de Wakatsuki termina siendo disuelto, fracasando totalmente en sus intentos de estabilizar la política financiera y económica del país, haciendo que los años más tempranos de la era Shōwa estuviesen aparejados a una recesión económica profunda. Sin embargo, los Zaibatsu cobrarían una enorme importancia en estos años, siendo el principal motor económico del ascenso de la influencia militarista en los sucesivos gabinetes.

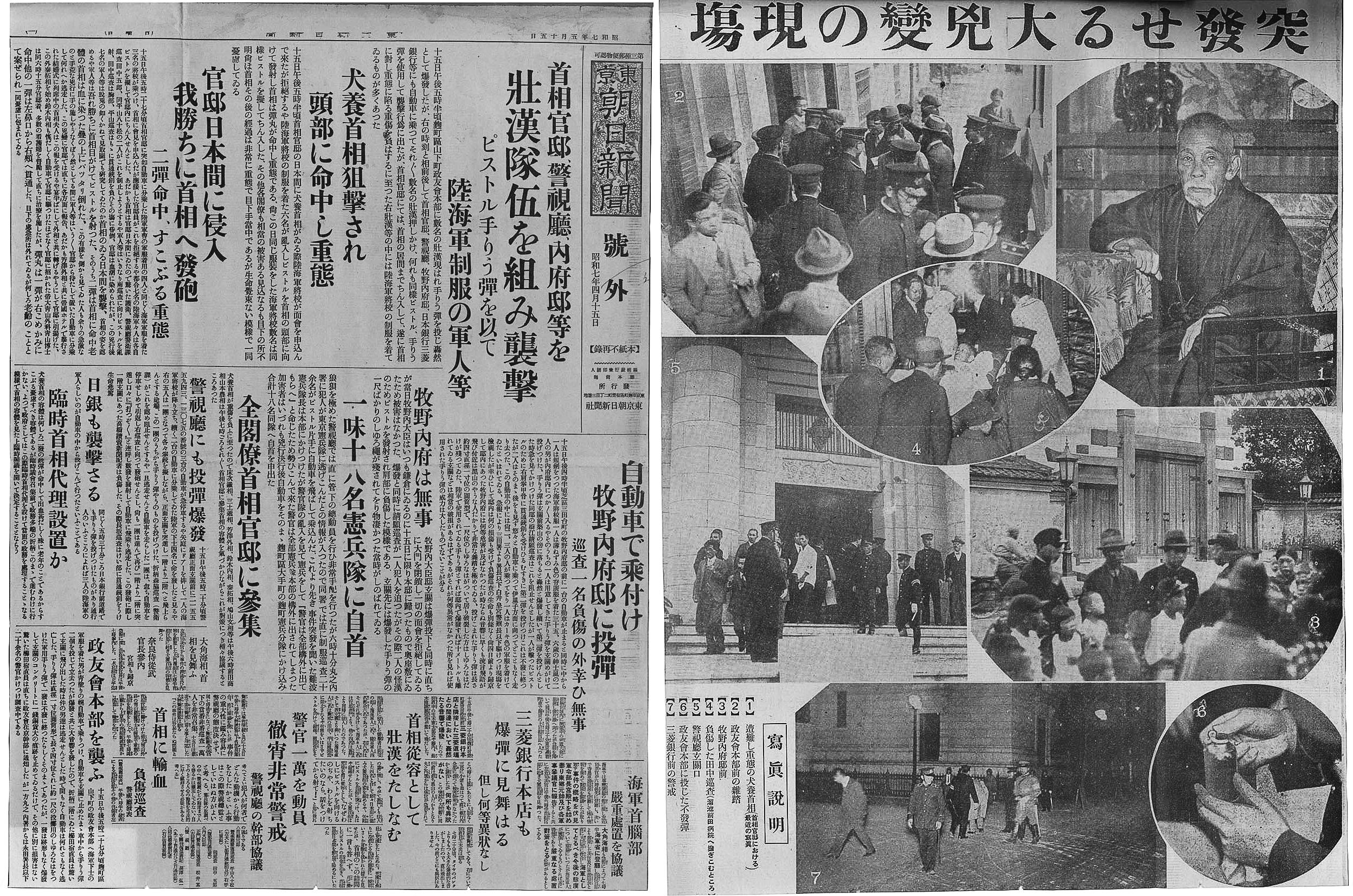
Editorial del Asahi Shinbun referente al asesinato del primer ministro Inukai el 15 de mayo de 1932

Sin embargo, el sucesor de Wakatsuki, Tsuyoshi Inukai se vio impotente al intentar frenar la cada vez más descontrolada ambición de las ramas de las fuerzas armadas imperiales, en especial la marina imperial, tomando cartas en el asunto con la ratificación del tratado naval de Londres en donde se aceptaban las condiciones de restricción de rearme exigidas por las grandes potencias. Ello le costaría la vida durante el golpe de Estado del 15 de mayo de 1932 en el cual es asesinado por oficiales de la marina imperial. Aun cuando el golpe del 15 de mayo fracasó, muchos de los oficiales implicados tuvieron sentencias demasiado leves, e incluso llegaron a usar el juicio en su contra como una plataforma política perfecta para sus ideales nacionalistas.

### La construcción del nacionalismo imperial.

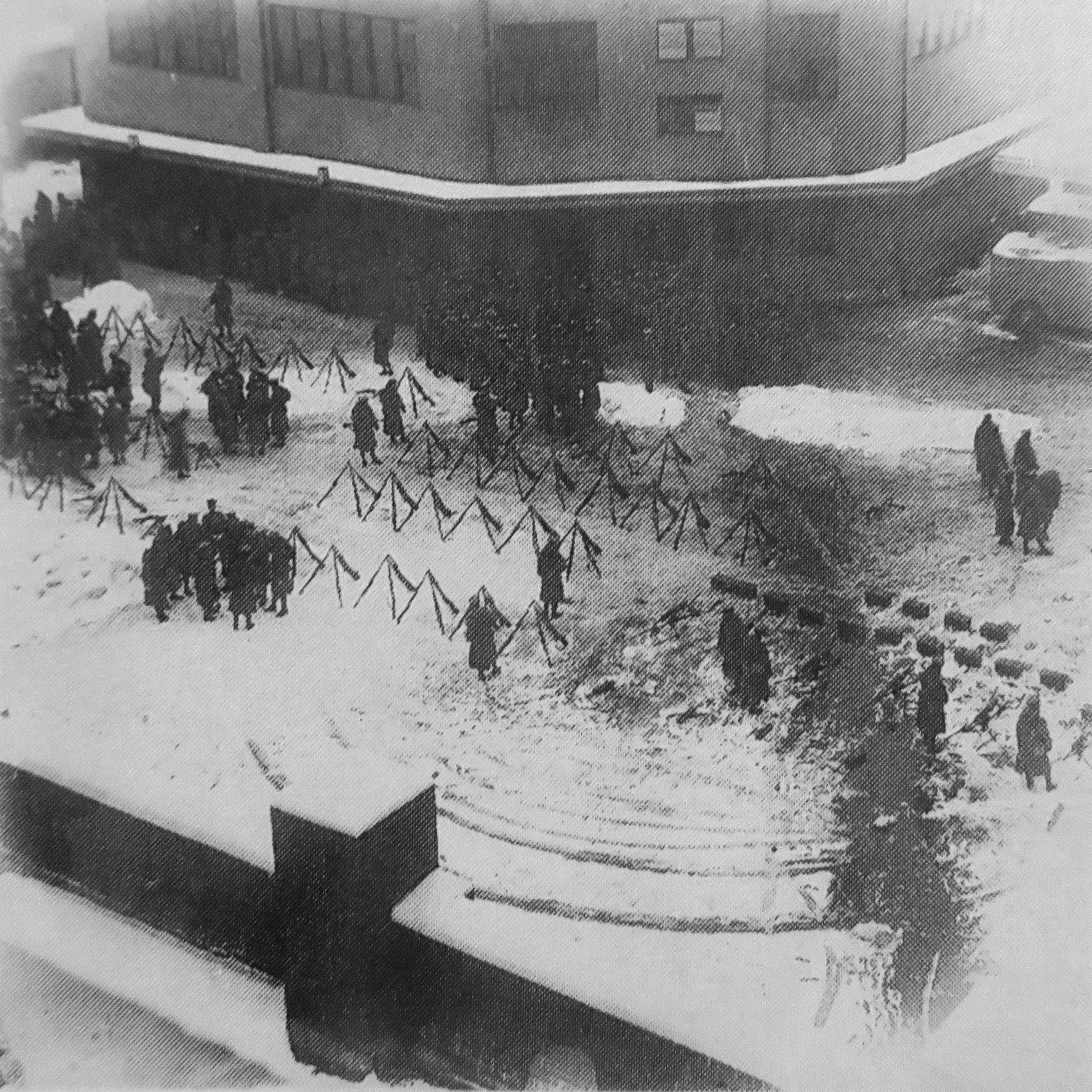
Asedio a los cuarteles la policía de Tokio durante el incidente del 26 de febrero.

A su vez y en forma paralela, la intelectualidad japonesa fue construyendo el ideario nacionalista alrededor de la figura del emperador y el «destino» del Japón como única potencia gobernante. En este período de tiempo sería crucial las influencias del fascismo europeo, traídas por el intelectual Ikki Kita, quien estuvo marcadamente orientado por las sociedades secretas nacionalistas existentes, como lo fue la Genyōsha y la Sociedad del Dragón Negro, quienes estarían fuertemente inspiradas en los principios del bushidō, así como la propia tradición religiosa construida desde el sintoísmo estatal establecido durante la era Meiji. 
En este marco de ideas y así mismo, el notorio descontento antioccidental derivado de los tratados militares de desarme, fue creciendo la idea de un Japón poderoso y dominante que expulsara totalmente la «corruptora influencia occidental». La violencia política de los primeros años de la era Shōwa, y así mismo el rechazo cada vez más creciente del incipiente liberalismo moderado en la política japonesa fueron especialmente decisivos en todo este periodo de tiempo en el cual se buscaba una Restauración Shōwa. Otros ideólogos como Shūmei Ōkawa y el barón Sadao Araki hablaban directamente del hecho ineludible de una confrontación entre Japón y los valores occidentales, dada la incompatibilidad de la visión occidental frente a lo que representaba «ser japonés».

### El incidente del 26 de febrero.

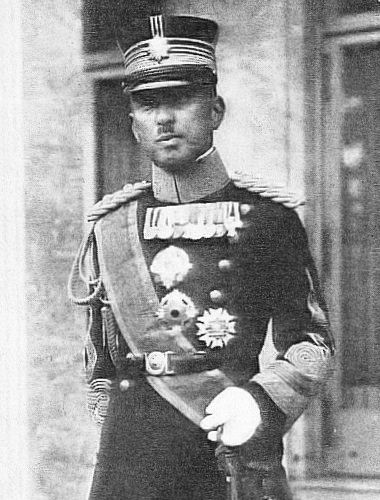
El príncipe Yasuhiko Asaka, uno de los principales comandantes del ejército imperial durante la segunda guerra sino-japonesa

Para los nacionalistas el verdadero punto de inflexión política fue el intento de golpe de Estado del 26 de febrero, en el cual varios oficiales y soldados del ejército imperial intentan tomar por asalto el poder para «restaurar la autoridad del emperador», buscando una emulación similar al mismo proceso de la Restauración Meiji, iniciada muchas décadas atrás por los patriotas del Ishin Shishi como Saigō Takamori, Kido Takayoshi y Ōkubo Toshimichi, pero denominada como la Restauración Shōwa. Entre las personas a asesinar estaba el príncipe Saionji Kinmochi, último superviviente de la ya casi extinta aristocracia Meiji, el guardián del sello privado quien era el vizconde Makoto Saitō, el almirante Keisuke Okada, quien era en ese momento el primer ministro, así como diferentes ministros de su gabinete. Aun con el asesinato del vizconde Saitō, el golpe fue conjurado de manera exitosa por las autoridades militares quienes fueron cediendo ante las exigencias de los golpistas. En total, aunque el golpe solo había cobrado siete vidas (entre ellas, uno de los golpistas que optó por suicidarse ritualmente por medio del haraquiri), sirvió a los propósitos de los nacionalistas para poder proyectar su mensaje al resto de la sociedad japonesa. 

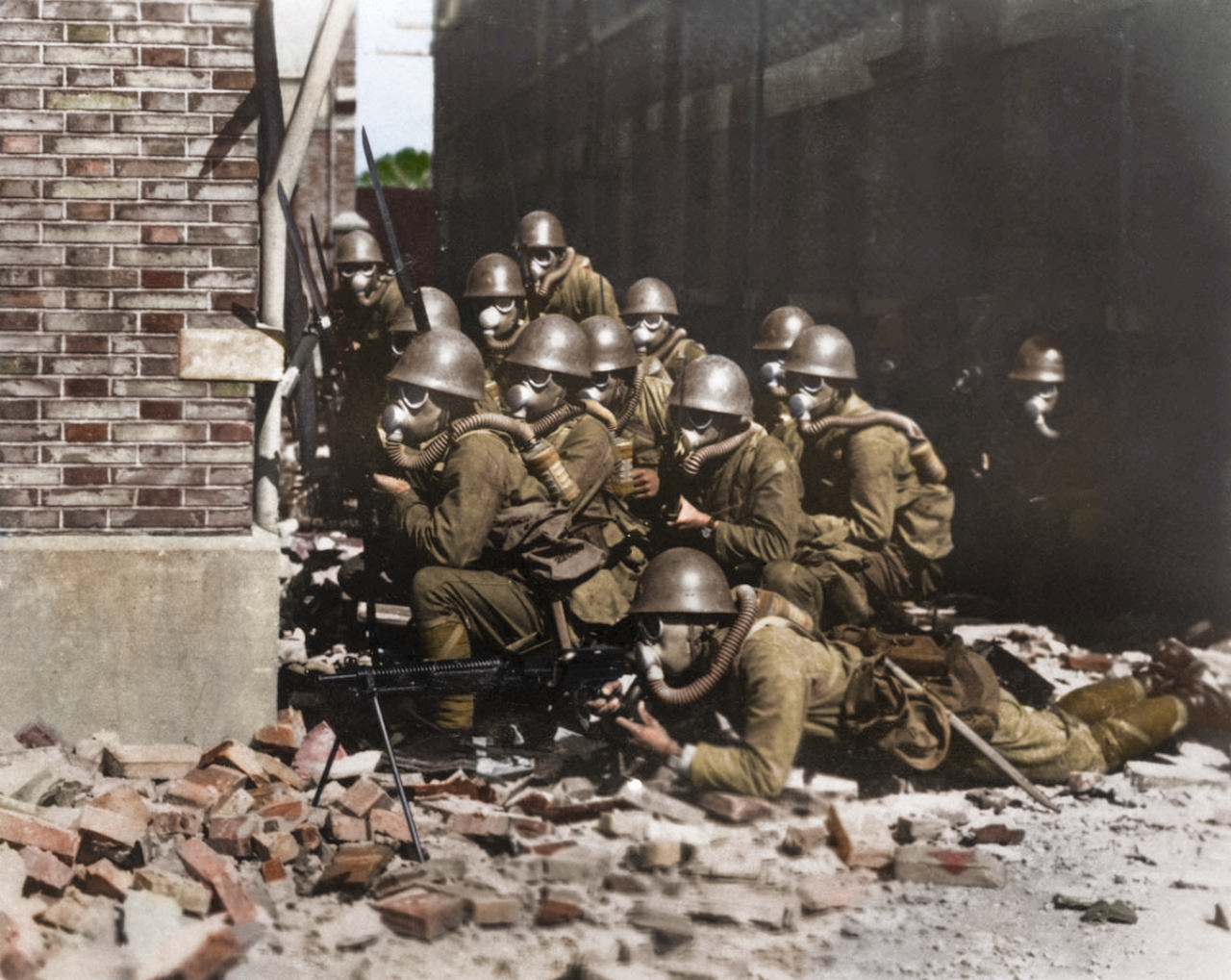
Fuerzas de desembarco navales especiales japonesas que ocupan una posición detrás de la esquina de un edificio con una ametralladora ligera Tipo 11, equipadas con máscaras de gas Tipo 99, en Shanghái, China, agosto-noviembre de 1937

### La política belicista en China (1931-1945).
Un punto especial de atención durante los años treinta, y especialmente antes de la Segunda Guerra Mundial fue China, la cual estaba profundamente despedazada por la guerra civil existente entre los nacionalistas de Chiang Kai-shek y los comunistas dirigidos por Mao Zedong. El aprovechamiento de esta delicada coyuntura permitió que las fuerzas armadas japonesas aprovecharan las tensiones previas, las cuales estallaron con el famoso incidente del puente de Marco Polo. 
Sin embargo, años antes del estallido de la guerra Japón había conseguido establecer un estado cliente en Manchuria en 1931, denominado Manchukuo, y que en la teoría estaba gobernado por el derrocado emperador Puyi bajo el nombre de emperador Kangde. Para todos los efectos, la mayor parte de la administración pública de Manchukuo dependía enteramente de los «asesores» japoneses nombrados desde Tokio y que solamente respondían ante el gabinete imperial japonés. 
La expansión del ejército japonés durante las primeras fases de la guerra fue especialmente brutal y violenta por parte de todos sus comandantes, destacándose entre ellos varios miembros de la familia imperial como lo eran el príncipe Asaka, que fue uno de los principales implicados en la infamemente conocida masacre de Nankín, además de otros diversos tipos de atrocidades cometidas como lo fueron los experimentos del escuadrón 731

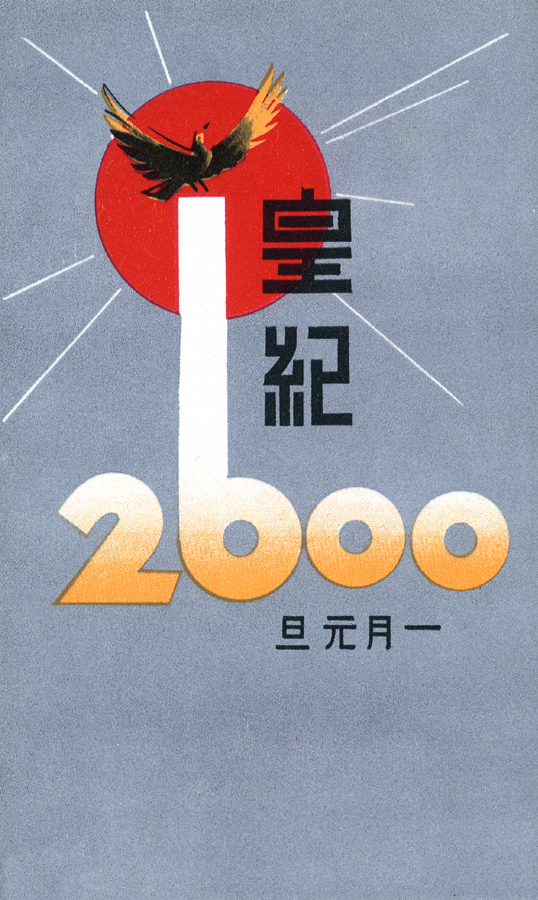
Postal de año nuevo de los 2600 años del imperio de Japón

### La Segunda Guerra Mundial
Con el inicio de la Segunda Guerra Mundial las ansias expansionistas de los militaristas japoneses se expanden aún más, bajo el amparo del Pacto Tripartito. Así mismo, en el interior del Japón se va readaptando y reajustando los principios del fascismo europeo, pero adaptados a las particularidades japonesas. En esta etapa los dos principales actores de la política doméstica y exterior estarían dominados por el príncipe Fumimaro Konoe (perteneciente al poderoso y antiquísimo clan Fujiwara, el cual consolidó su poder durante la era Heian a través de políticas matrimoniales y el establecimiento de regentes en nombre del Mikado) y a su vez por el general Hideiki Tōjō. En el mayor apogeo del poder militarista, Konoe y Tōjō condensan el poder a través del Taisei Yokusankai, que se convirtió en el partido único durante el resto de la guerra.
El furor nacionalista fue aumentando con el paso del tiempo y las conquistas: primero Papúa-Nueva Guinea, posteriormente Hong Kong, Filipinas, las Indias Orientales Neerlandesas, y así mismo varias posesiones en el pacífico. A su vez, las cosas llegarían a un punto irreversible en diciembre de 1941 con el ataque a la base naval de Pearl Harbor, el cual fue planeado simultáneamente con la invasión a gran escala sobre Filipinas y Malasia. Sin embargo, las diferencias entre la armada y el ejército imperial, y la lucha por el poder entre las diferentes facciones políticas que rodeaban al emperador Shōwa desembocaron en un desgaste notorio del esfuerzo de guerra japonés. La ocupación de Iwo-Jima en febrero de 1945 después de una sangrienta y altisimamente costosa batalla en la que tanto el general Tadamichi Kurobayashi, así como el barón Takeichi Nishii, famoso jinete y medallista olímpico en los juegos olímpicos de Los Ángeles 1932 fallecerían, sellarían el destino de Japón durante el resto de la contienda. 

## La derrota y los años de ocupación (1946-1951)

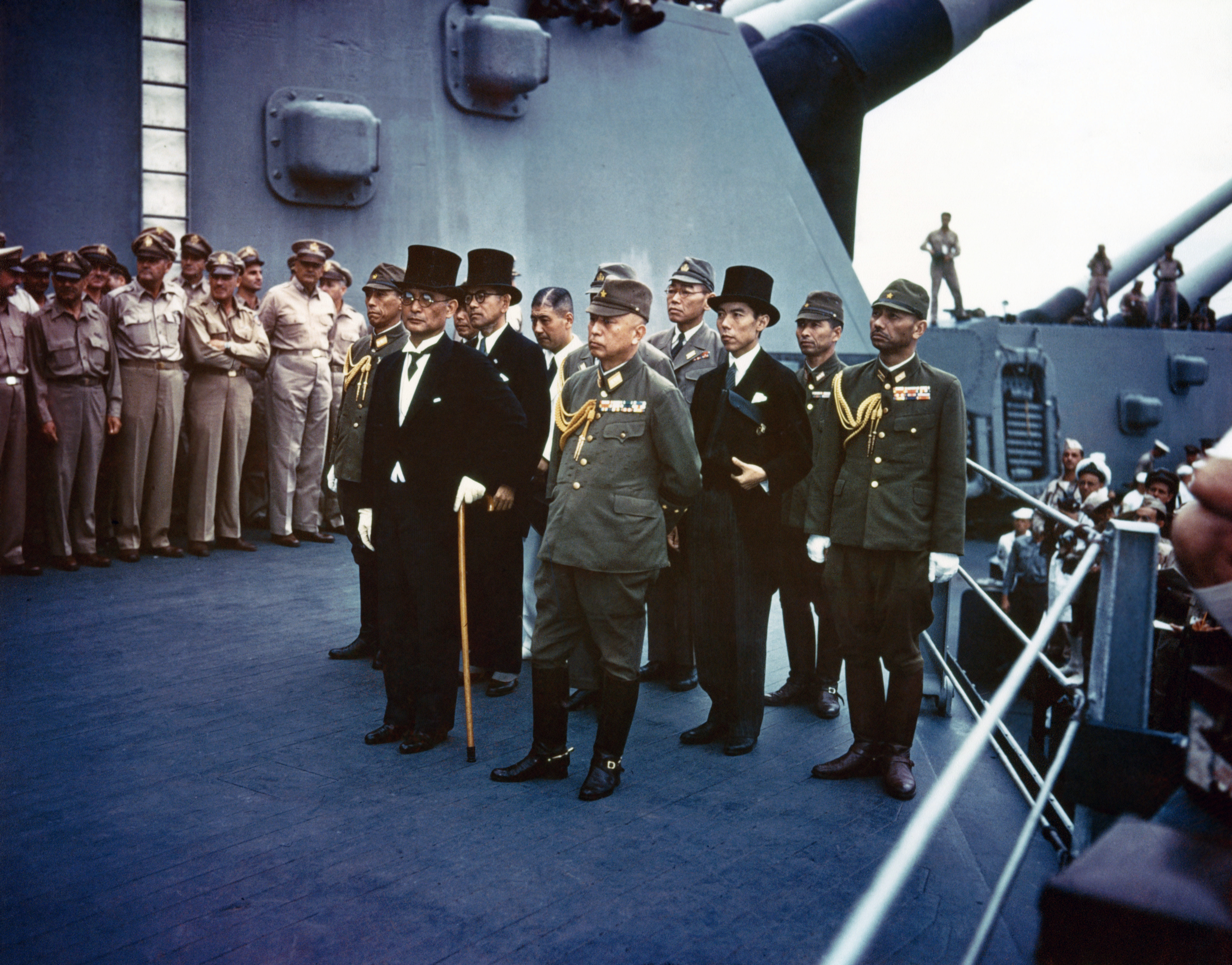
Representantes del gabinete imperial durante el acta oficial de rendición en el USS Missouri, apostado en la bahía de Tokio en septiembre de 1945

La guerra en el Pacífico toma un giro radical después de Iwo-Jima, y especialmente con el colapso de la estructura nacionalista del Taisai Yokusankai, siendo derrocados Konoe y Tōjō, y a su vez apartados del poder. Sin embargo, después de la renuncia de Kuniaki Koiso, el gabinete sucesor del barón Kantarō Suzuki intenta reversar los sucesos, sin embargo las costosas pérdidas de las batallas de Iwo-Jima y Okinawa, sumado a ello la muerte del presidente Franklin Delano Roosevelt y por consiguiente la ascensión de Harry S. Truman al poder cambian profunda y radicalmente el escenario. 
Entre el 6 y el 9 de agosto las fuerzas estadounidenses lanzan dos bombas atómicas sobre las ciudades de Hiroshima y Nagasaki. El alto número de muertos y heridos, más la absoluta destrucción de ambas ciudades forzaron al gabinete Suzuki a solicitar la rendición ante las fuerzas aliadas. El proceso de rendición no estuvo exento de graves enfrentamientos en el seno del gabinete imperial, y especialmente de parte de la facción militarista que intentó derrocar al ministro Suzuki, retrasando lo inevitable en medio de un caótico golpe de Estado en el interior del palacio imperial, y en el cual las cosas llegaron a tal extremo que el gran guardián del sello privado, el marqués Kōichi Kido tuvo que esconderse en una cámara acorazada con las grabaciones del discurso imperial de rendición.
Con la rendición oficial, se daba por término la aventura de los militaristas. El primer ministro Suzuki renuncia, siendo sustituido por el príncipe Higashikuni Naruhiko, quien hasta el momento ha sido el único miembro de la familia imperial en dirigir un gabinete de gobierno. Sin embargo, debido a serias diferencias entre las autoridades de ocupación y el gabinete imperial presenta su renuncia en octubre del 1945. Es el gabinete del barón Kijuro Shidehara quien inicia todo el proceso de rendición y colaboración con las fuerzas armadas ocupantes.

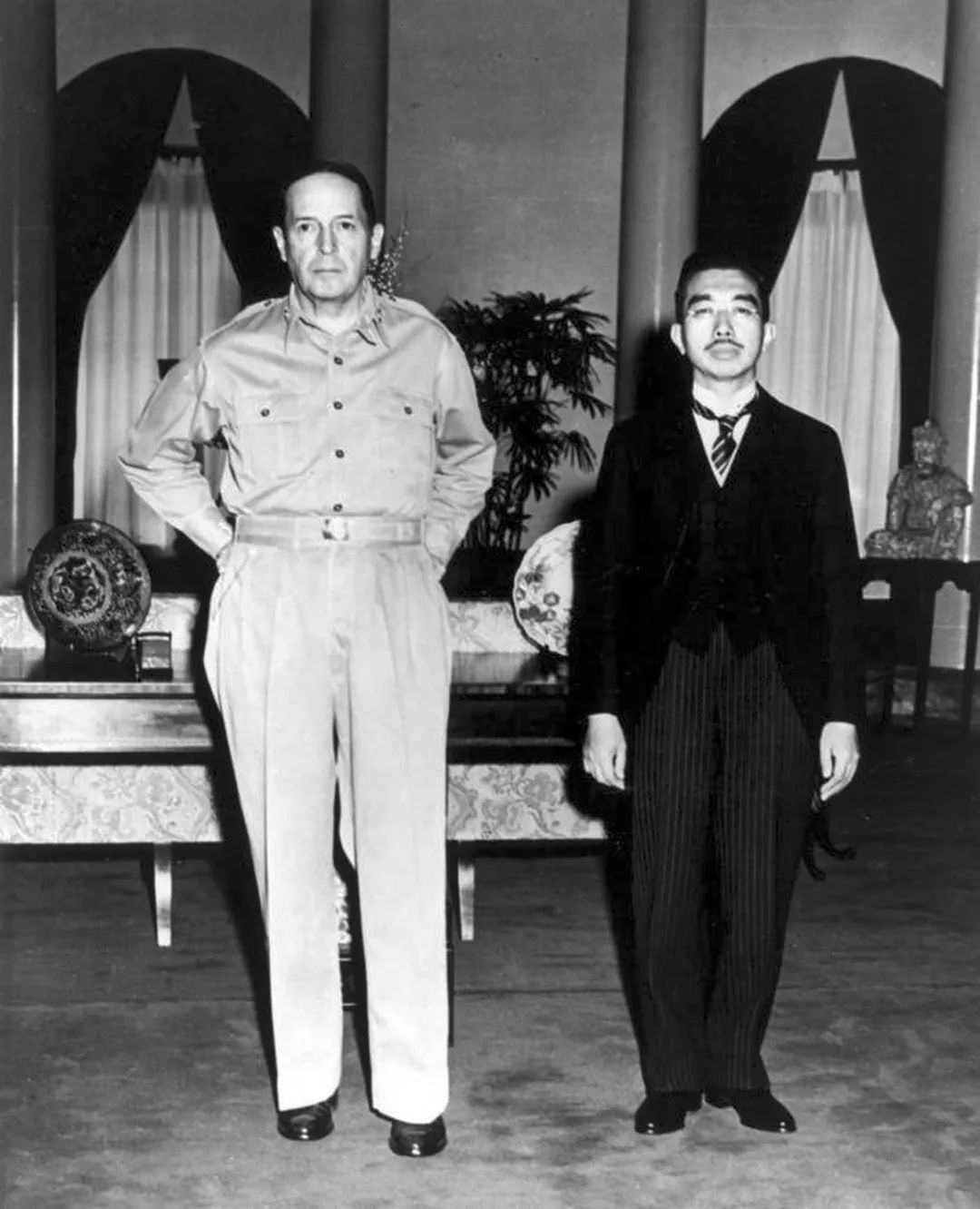
Primera visita entre el general Douglas McArthur y el emperador, 1946.

Durante todo el tiempo que duraron los años de ocupación, las autoridades aliadas dirigidas por el general Douglas McArthur mantuvieron una política orientada a la reconstrucción de la estructura del estado japonés, eliminando o purgando duramente los elementos militaristas o nacionalistas de los primeros años de la era Shōwa. Sin embargo, y aún con las reiteradas peticiones de intelectuales, políticos, e incluso miembros de la familia imperial como los príncipes Higashikuni, Chichibu y Mikasa, no se solicitó la abdicación o juzgamiento del emperador Showa como principal responsable, cosa que se hizo extensiva a todos los miembros de la familia imperial (aun cuando se comprobara que fueran responsables directos de crímenes de guerra como el príncipe Asaka). Sin embargo, oficiales del ejército, miembros de la nobleza y las principales cabezas del Taisai Yokusankai fueron juzgados en los juicios de Tokio, siendo algunos encarcelados en la prisión de Sugano o en su defecto, ejecutados; sin embargo algunos eludirían la ejecución por medio del suicidio, siendo el príncipe Fumimaro Konoe y el general Hideki Tōjō quienes tomaron esta alternativa, aunque este último fallaría en su intento. 

### La «Constitución de la Paz».

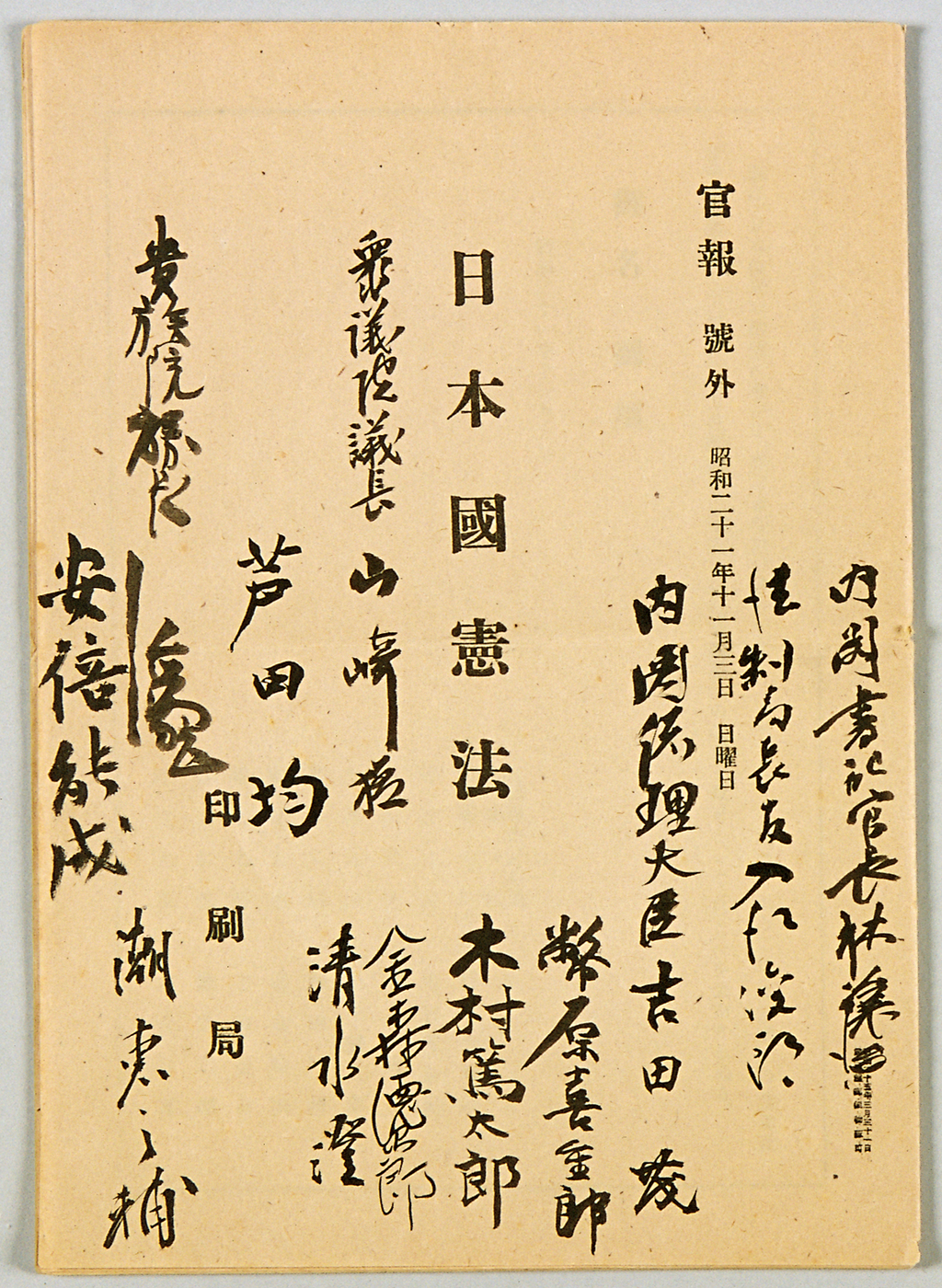
Uno de los principales resultados de la ocupación fue la constitución de 1946 o «constitución de la paz».

Por exigencias del alto mando de las fuerzas aliadas el gabinete del primer ministro Shidehara inicia un proceso para redactar una nueva constitución, que reemplazara totalmente la precedente Constitución Meiji. Aunque en un comienzo se buscaba enmendarla, al ver su contenido de tendencia autoritaria hacía que tal esfuerzo fuera realmente una tarea imposible (dada la naturaleza del texto constitucional creado por Itō Hirobumi, en la cual integraba fuertemente el constitucionalismo japonés en la figura del emperador, muy en línea con la inspiración prusiana del texto).
La nueva constitución fue determinante en suprimir todas las prerrogativas políticas y facultades reservadas del emperador, incluido su rol como jefe de Estado, dejándolo como un mero elemento ceremonial símbolo de la unidad del pueblo. Por consiguiente, se suprimió todo el sistema de nobleza instaurado desde la era Meiji, así como las ramas colaterales de la casa imperial las cuales podrían ser llamadas a suceder a asumir el trono en caso de que no existiese descendencia en la casa imperial, considerando solamente que solo los descendientes directos del emperador Taishō podrían ser parte de la sucesión al trono. En este proceso los príncipes Asaka y Higashikuni fueron totalmente excluidos de la casa imperial, no siendo así con los hermanos del emperador, los príncipes Takamatsu, Chichibu, y Mikasa; por consiguiente, descendientes directos del emperador Taishō y la emperatriz Teimei, los cuales conservaron sus rangos. 
Entre los cambios más radicales y profundos de la constitución fue el reconocimiento de la soberanía en el pueblo y no en el emperador, la implementación de varios derechos fundamentales básicos, y la renuncia total a la guerra
Inmediatamente, la constitución fue proclamada el 6 de noviembre de 1946, entrando en vigencia el 3 de mayo de 1947.

## La posguerra y el «milagro japonés» (1951-1989)
El proceso de reconstrucción de la economía y la industria fue difícil en un comienzo, principalmente por la desarticulación de los Zaibatsu como parte del sistema económico-financiero que posibilitó el ascenso del militarismo en el Japón de los primeros años de la era Shōwa. Aun con ello, el dirigismo del gobierno y la burocracia estatal fueron especialmente importantes, articulados con los diferentes procesos de reformas que liquidaron totalmente los rezagos del viejo feudalismo terrateniente de eras pasadas masificando el acceso a la tierra y creando una nueva clase campesina propietaria de minifundios. Obviamente, los primeros años estuvieron marcados con una profunda carestía de bienes y productos básicos, sumado a una inflación galopante del yen con respecto al dólar, lo cual obligó a tomar medidas económicas urgentes para frenar estos efectos. 
Tales medidas, sumadas a la reestructuración de las empresas japonesas en nuevos consorcios llamados Keiretsu, fueron especialmente decisivos en lo que se llamó el «milagro japonés». Los años sesenta y setenta fueron de un desarrollo económico acelerado en el cual la industria y manufactura japonesa empezaron a dominar el mercado global, impulsada por las preferencias comerciales entre Estados Unidos y Japón durante aquellos años. Ese impulso económico marcó una especial y poderosa influencia en la sociedad nipona en todos y cada uno de los aspectos de su vida diaria, usos y costumbres, aunque no estuvieron exentos de la crisis global del petróleo de los años setenta, lo cual obligó al gobierno japonés a tomar medidas de control de tipos de cambio.
En cuanto a la política interna, el Partido Liberal Democrático dominó totalmente la escena política durante gran parte de la posguerra, en oposición a los partidos de izquierda como lo fueron el Partido Socialista o el Partido Comunista japoneses. Obviamente, los años sesenta y setenta no estuvieron exentos de convulsiones políticas, manifestaciones y protestas que fueron desarrollándose en Japón como coletazos de las protestas del mayo de 1968 en Francia que causaron la caída del gobierno de Charles de Gaulle (movimiento Zengakuren). Asimismo también resurge bajo cierta medida el nacionalismo imperial, como ecos y reminiscencias de los primeros años de la era Shōwa. Ello tendría fatídicas consecuencias con el asesinato del político socialista Inejirō Asanuma durante un mitin público a manos de un estudiante radicalizado, Otoya Yamaguchi. Sin embargo y de manera beneficiosamente indirecta, el asesinato de Asanuma contribuye a consolidar el dominio político del Partido Liberal Democrático en la política japonesa durante todo el resto de la era Shōwa. Ambos extremos del espectro político tomarían acciones radicales durante esos años: sectores radicales de izquierda crean el Ejército Rojo Japonés, el cual tendría más relevancia como una organización terrorista japonesa que actuaba en el extranjero, mientras que en el ala de extrema derecha el intelectual y escritor Yukio Mishima, crea el Tatenokai, sociedad patriótica con la que intenta un golpe de Estado que fracasaría y lo orillaría a suicidarse ritualmente por medio del haraquiri en noviembre de 1970. 

### Los últimos años: la burbuja inmobiliaria.

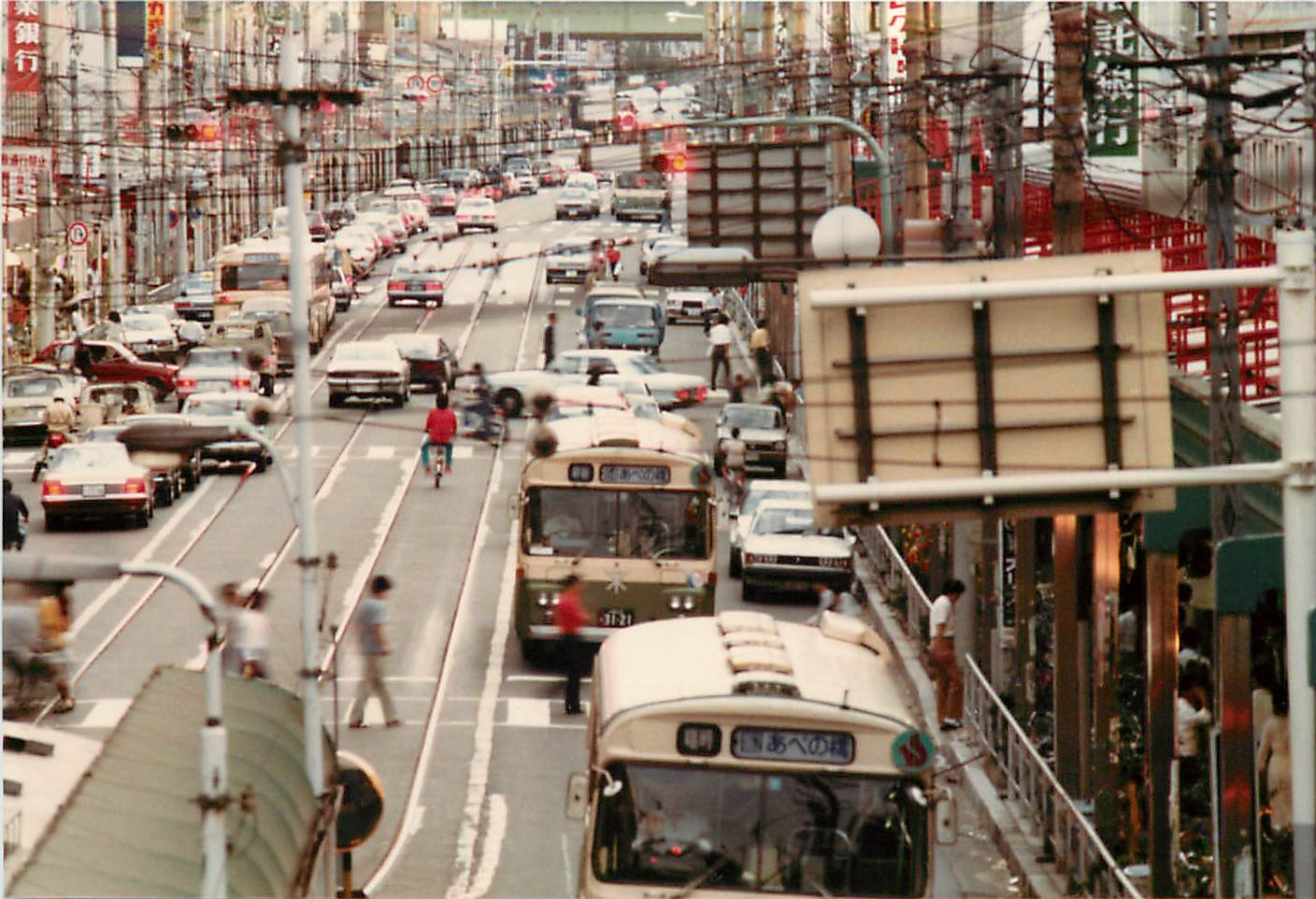
Osaka, durante los últimos años de la era Showa (1980)

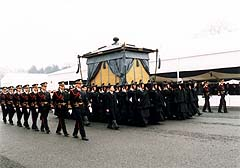
Funerales del emperador Showa en febrero de 1989.

La década de los ochenta representó el punto culminante de desarrollo de la era Shōwa. Esta época destacaría por la poderosa influencia financiera del sector inmobiliario y un boom sin precedentes en la urbanización de grandes ciudades. Los cambios en la sociedad japonesa fueron aun más radicales y profundos: el aumento de la población urbana, el despoblamiento de las zonas rurales, el crecimiento de las industrias de manufactura y tecnológica, así como la flexibilización de los controles cambiarios al implementar un tipo de cambio flotante. Ello, sumado al crédito hipotecario fácil y barato, además de la construcción cada vez más acelerada de viviendas serían la antesala de la burbuja inmobiliaria especulativa que reflejaría sus consecuencias ya al comienzo de la era Heisei en una profunda recesión de la cual la economía japonesa no lograría recuperarse completamente ni hasta en los días actuales de la era Reiwa
Se podría decir que los años ochenta fueron la plenitud del desarrollo económico japonés. Los cambios profundos en el estilo de vida, los usos, las costumbres habían terminado de definir la transformación de la sociedad japonesa a una profunda asimilación de los usos y costumbres occidentales, pero adaptados a la sociedad nipona. 
El final de la era Shōwa sería durante el invierno de 1989. El 7 de enero de ese año, después de una penosa agonía fallecería el emperador Shōwa, siendo sepultado en el mausoleo imperial Musashi, en Hachiōji, bajo todos los ritos sintoístas en un suntuoso funeral de Estado. Su cuerpo fue llevado en un gigantesco catafalco tradicional hasta su última morada junto con sus más preciadas posesiones personales, concluyendo sesenta y cuatro años de reinado y una era de grandes cambios en el Japón. Actualmente se conmemora en el Día Shōwa cada 29 de abril, fecha de su cumpleaños.

## Arte, cultura y sociedad
La era Shōwa fue decisiva en el aspecto cultural, consolidando el proceso occidentalizador que había iniciado en las eras Meiji y Taishō. La influencia occidental fue fuerte en la estética, la arquitectura, la gastronomía, la literatura y otras expresiones culturales que fueron surgiendo a través de los años. 

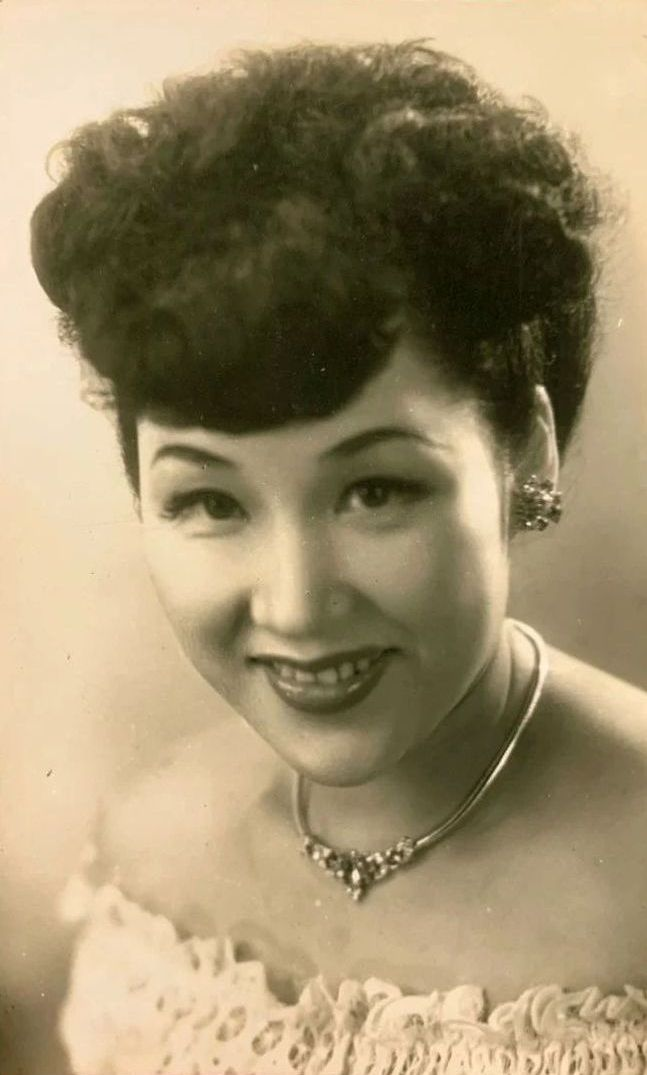
La cantante de Enka Teruko Akatsuki, popular durante la posguerra

### Música: delenkaalkayōkyoku.
Véase Enka, Kayokyoku y City pop

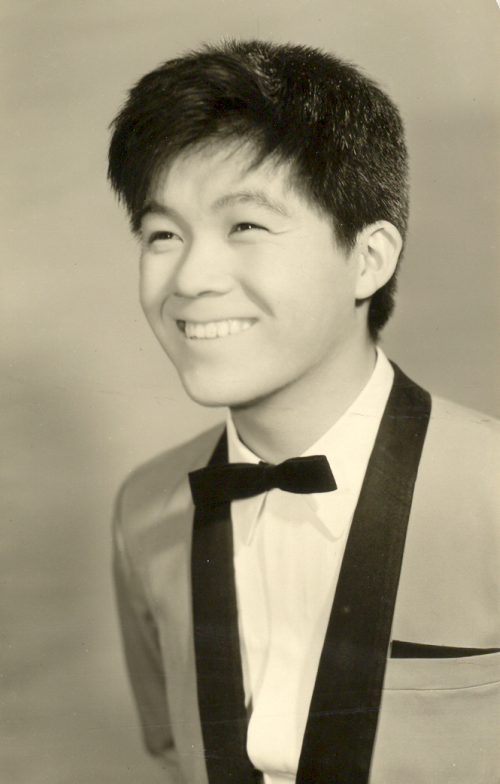
Kyu Sakamoto moriría en trágicas circunstancias en un accidente aéreo el 12 de agosto de 1985,.

Las expresiones musicales evolucionaron durante la posguerra, adaptando o reinterpretando los ritmos occidentales al gusto de la sociedad japonesa. Toma especial relevancia el jazz, que se convertiría en la base fundamental de lo que se conocería primeramente como kayōkyoku, debido a la alta presencia de tropas estadounidenses durante los años de ocupación, y que solían frecuentar los bares y clubes nocturnos que se habían establecido alrededor de Roppongi, en Tokio. En este sentido cabe destacar a Teruko Akatsuki, quien se caracterizaría por ser una de las voces más icónicas de los años cincuenta en la era Shōwa, aunque es con Kyu Sakamoto quien daría el salto más relevante en la industria musical japonesa con su éxito «Ue o muite aruko», conocida en occidente como «Sukiyaki» y que se convertiría en un ícono cultural que representaría la música de la era Shōwa. Sin embargo, la tragedia empañaría su carrera, muriendo en el accidente del vuelo 123 de Japan Airlines en 1985. Otras influencias que marcaron fuertemente la escena musical japonesa estuvieron originadas a partir del rock, el cual se fue volviendo cada vez más popular y aun en especial con el concierto de los Beatles en el Nippon Budokan, en medio de una gigantesca controversia.
Por otra parte, el apogeo de la industria musical de los años ochenta trajo también consigo una reinterpretación de la música pop occidental con un sello característico y netamente japonés: el city pop. En este sentido surgen artistas que, aunque con una marcada influencia de los ritmos occidentales, logran reapropiársela a un sentido netamente japonés, con canciones de corte melancólico, ritmos acompasados que fueron bastante populares entre la sociedad japonesa y que marcaron por entero a toda una generación. Algunos ejemplos fueron Mariya Takeuchi, Tatsurō Yamashita, Miki Matsubara, Junko Ohashi, Taeko Ohnuki, Meiko Nakahara y otros tantos artistas más que surgieron en los últimos años de la era Shōwa, en plena burbuja inmobiliaria.

### Literatura de la era Shōwa.

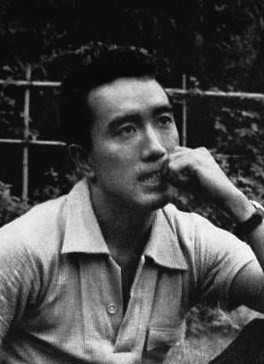
El controvertido literato y escritor Yukio Mishima, de tendencias nacionalistas, fue uno de los representantes más destacados de la literatura de la posguerra.

En cuanto a la literatura surgió una disyuntiva entre seguir los valores tradicionales de la sociedad japonesa o abrazar plenamente las influencias de la literatura occidental, que se habían consolidado durante las eras Meiji y Taishō con varios exponentes como Natsume Sōseki. Sin embargo, los años de posguerra serían cruciales en la escena literaria debido a la extremas condiciones de carestía y el profundo pesimismo reinante que se expresó en una frase muy representativa «shikata ga nai»  o traducido como «no hay remedio». El reflejo de esto se vería en la producción literaria de Jun'ichirō Tanizaki, quien reflejaba de manera descarnada el proceso de decadencia de la sociedad japonesa a través de sus relatos.
Por otra parte, en el polo opuesto estaba la reivindicación de la cultura nipona posterior a la derrota y ocupación, siendo Yukio Mishima el más claro exponente de esta corriente. Su producción literaria, ampliamente prolífica, trató infinita diversidad de temas relacionados con el nacionalismo, el despertar sexual, la decadencia de los valores occidentales y la crítica al sistema impuesto por las potencias al final de la Segunda Guerra Mundial; siendo su más notoria y poderosa influencia Yasunari Kawabata, laureado con el nobel de literatura en 1968, y quien había sido el mentor de Mishima. Otro escritor bajo la misma línea de pesimismo melancólico es Osamu Dazai, cuyas historias y relatos en el contexto de la posguerra marcaron una fuerte influencia en la literatura posterior. 
Sin embargo, una figura particular en el contexto literario fue la de Shūsaku Endō. Sus obras, aunque marcadas por el contexto de la posguerra, mostraron la poco explorada visión japonesa a través de los ojos de un católico, algo extremadamente infrecuente y que hizo de su obra profundamente popular, haciéndose famoso dentro y fuera de Japón con su novela Silencio, la cual sería uno de los referentes más interesantes de la literatura de posguerra y un clásico de la apologética católica.

### Cine y animación.

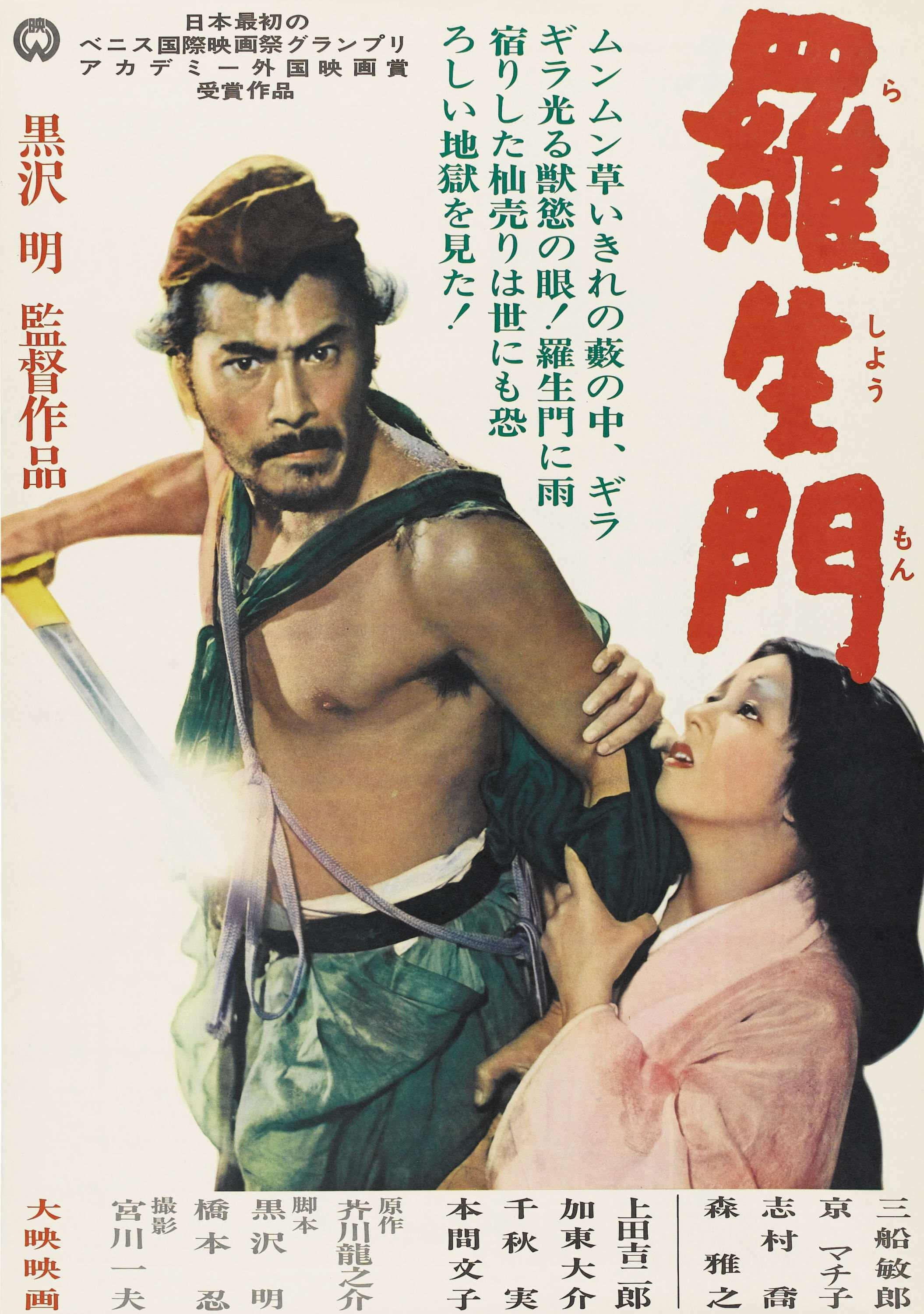
Rashomon, protagonizada por Toshiro Mifune y dirigida por Akira Kurosawa, se convertiría en una película de culto del cine japonés de la posguerra.

La industria cinematográfica japonesa tuvo su mayor apogeo durante los años de la era Shōwa, aunque se vio limitada profundamente por la censura oficial, el discurso nacionalista y las posteriores dificultades de la posguerra. Sin embargo logra desarrollar un estilo marcadamente propio que provendría principalmente de la influencia del kabuki y del teatro nō.
En este campo destacarían principalmente dos directores que seguirían dos vertientes de las cuales el cine japonés tomaría influencia: Kenji Mizoguchi quien fue desarrollando un estilo estético netamente japonés, con una narrativa más pausada, y su discípulo, Akira Kurosawa quien se decantaría por una estética más cercana al cine occidental, inspirado primeramente por el neorrealismo italiano y el cine de Hollywood. Paralelamente a esto se fue desarrollando también el cine de monstruos, como una especie de reacción al trauma colectivo surgido después de los bombardeos nucleares de Hiroshima y Nagasaki en agosto de 1945. La productora Tōhō se convertiría en la principal patrocinadora de este género de películas las cuales tendrían una amplia popularidad no solo dentro, sino también fuera de Japón.
Por otra parte otra industria que tuvo un impulso fuerte durante la posguerra fue la animación, (posteriormente conocida como anime) cuyo mayor impulsor sería el mangaka Ozamu Tezuka, quien con Astroboy desarrolla el estándar que seguiría el resto de las producciones de animación durante los siguientes setenta años. La influencia de Tezuka fue tan fuerte, que en la actualidad está informalmente deificado como el «dios del manga» (漫画の神様 manga no kamisama). El apogeo de la animación japonesa sería especialmente destacado a fines de los años setenta y comienzos de los años ochenta , surgiendo diferentes autores y mangaka que hicieron propio el estilo de Tezuka, entre los cuales se destacan: Masami Kurumada, Riyoko Ikeda, Machiko Hasegawa, Akira Toriyama, entre otros. 

## Tabla de conversión
Para convertir cualquier año del calendario gregoriano entre 1926 y 1989 a la era Shōwa, es necesario restar 1926 del año en cuestión y después sumar 1.
| Shōwa | 1    | 2    | 3    | 4    | 5    | 6    | 7    | 8    | 9    | 10   | 11   | 12   | 13   | 14   | 15   | 16   |
| AD    | 1926 | 1927 | 1928 | 1929 | 1930 | 1931 | 1932 | 1933 | 1934 | 1935 | 1936 | 1937 | 1938 | 1939 | 1940 | 1941 |
| Shōwa | 17   | 18   | 19   | 20   | 21   | 22   | 23   | 24   | 25   | 26   | 27   | 28   | 29   | 30   | 31   | 32   |
| AD    | 1942 | 1943 | 1944 | 1945 | 1946 | 1947 | 1948 | 1949 | 1950 | 1951 | 1952 | 1953 | 1954 | 1955 | 1956 | 1957 |
| Shōwa | 33   | 34   | 35   | 36   | 37   | 38   | 39   | 40   | 41   | 42   | 43   | 44   | 45   | 46   | 47   | 48   |
| AD    | 1958 | 1959 | 1960 | 1961 | 1962 | 1963 | 1964 | 1965 | 1966 | 1967 | 1968 | 1969 | 1970 | 1971 | 1972 | 1973 |
| Shōwa | 49   | 50   | 51   | 52   | 53   | 54   | 55   | 56   | 57   | 58   | 59   | 60   | 61   | 62   | 63   | 64   |
| AD    | 1974 | 1975 | 1976 | 1977 | 1978 | 1979 | 1980 | 1981 | 1982 | 1983 | 1984 | 1985 | 1986 | 1987 | 1988 | 1989 |

| Predecesora: Era Taishō | Era Shōwa 1926 - 1989 | Sucesora: Era Heisei |